# مجدي بيومي
الدكتور مجدي بيومي هو مهندس وعالم مصرى في مجال الهندسة الكهربائية، وهو أحد أهم علماء الحاسوب والاستشعار عن بعد في الولايات المتحدة.

## مسيرته
حصل الدكتور مجدي بيومى على بكالوريوس وماجستير الهندسة قسم الكهرباء من جامعة القاهرة، كما حصل على درجة الماجستير في هندسة الكمبيوتر من جامعة واشنطن في سانت لويس، ودرجة الدكتوراه من جامعة وندسور. عمل أستاذًا جامعيًا في هندسة الحاسوب، وعضو هيئة التدريس في الإجراء الجماعى منذ عام 1985، كان الدكتور مجدي بيومي مدير مركز الدراسات المتقدمة في علوم الكومبيوتر في الولايات المتحدة سابقاً، ورئيس قسم الحاسب الآلى بجامعة لويزيانا في لافاييت بالولايات المتحدة. وهو أحد أعضاء غرفة التجارة لافاييت، وعضو في التنمية الاقتصادية والتعليم والسياحة. وكاتب مقال في مجال التكنولوجيا في صحيفة ديلى للإعلان.

## إنجازته
هو دكتور متخصص في تصميم الدوائر الإلكترونية الخاصة بالأجهزة الرقمية، التي تستخدم في أغراض علمية متنوعة، مثل شبكات الاستشعار اللاسلكى التي تستخدم في عمليات البحث والإنقاذ في حالات الكوارث الطبيعية كالزلازل والعواصف والحرائق وغيرها، كما تستعمل هذه الشبكات في مراقبة الجسور والأنفاق، لكى توجّه إنذارات إلى الموجودين فيها قبل حدوث الكارثة، وتستخدم في البحث عن حقول البترول والغاز الطبيعى على أعماق كبيرة.
يمتلك عدة براءات اختراع في مجال الدوائر الكهربية التي تدخل في تركيب عدد من الأجهزة الرقمية المحمولة، مثل مُشغّل الموسيقى «آي بود iPod»، وصمّم أجهزة إلكترونية دقيقة تستعمل في الهاتف المحمول والكمبيوتر، كى تخفض من استهلاك الطاقة الكهربائية، الدوائر تجعل الكمبيوتر يعمل مثل مخ الإنسان، وتملك القدرة الفائقة على التعلم. 
تتمحور اكتشافاته حول ما يسمي تصميم الدوائر الإلكترونية المتكاملة للأغراض العلمية المتكاملة وأهمها شبكات الاستشعار اللاسلكية.
شارك في العديد من الاهتمامات البحثية أبرزها: أساليب تصميم VLSI، والدوائر كهربائية المنخفضة، ومعالجة الإشارات الرقمية، وبالتوازي تصميم الخوارزميات، ومعالجة الإشارات فيما يتعلق بالصورة والفيديو، والشبكات العصبية وتصميمات الشبكات عريضة النطاق.